# Stenolophus latipennis
Stenolophus latipennis är en skalbaggsart som beskrevs av Thomas Casey. Stenolophus latipennis ingår i släktet Stenolophus och familjen jordlöpare. Inga underarter finns listade i Catalogue of Life.